# Robert Deschaux
Robert Deschaux (* 27. Februar 1924 in Charavines, Département Isère; † 15. Juni 2013 in Grenoble) war ein französischer Romanist und Mediävist.

## Leben und Werk
Deschaux studierte in Grenoble und Paris und bestand 1951 die Agrégation. Nach einer Tätigkeit als Gymnasiallehrer in Saint-Marcellin, Chambéry und Grenoble wechselte er 1964 an die Universität Grenoble, habilitierte sich 1973 bei Daniel Poirion mit der Arbeit Michault Taillevent. Un poète bourguignon du XVe siècle. Edition et étude (Genf 1975) und wurde in Grenoble Professor für französische Literatur des Mittelalters und der Renaissance (1990 emeritiert).
Deschaux war von 1975 bis 1990 Gründungsherausgeber der Zeitschrift Perspectives médiévales. Revue d’épistémologie médiévale.

## Werke
- (Hrsg.) Les oeuvres de Pierre Chastellain et de Vaillant. Poètes du XVe siècle, Genf 1982
- (Hrsg. mit Bernard Charrier)  Éloy d’Amerval, Le livre de la deablerie, Genf 1991
- (Hrsg.) Martin Le Franc, Le champion des dames, 4 Bde., Paris 1999